# O Estado Servil
O Estado Servil é um livro sobre economia escrito por Hilaire Belloc em 1912. Embora ele mencione a ideia de distributivismo, pela qual ele e G. K. Chesterton são famosos, Belloc evita no livro a defesa explícita deste sistema econômico.

## Visão geral
Este livro estabelece, em grandes linhas, a teoria de Belloc para a história econômica europeia. A análise começa com os estados pagãos antigos, cujo papel da escravidão foi fundamental, passando pelo cristianismo medieval, em que ocorre a transformação da economia escravocrata em um estado em que a propriedade foi melhor distribuída. A discussão termina no capitalismo visto no século XIX e início do século XX.
Belloc, argumenta que o desenvolvimento do capitalismo não foi uma consequência natural da Revolução Industrial, mas sim uma consequência da recente dissolução dos mosteiros na Inglaterra, que forma as bases para a industrialização inglesa. Em seguida, o capitalismo inglês se espalhou pelo mundo.
Em seguida, Belloc apresenta a sua teoria de que o capitalismo puro era naturalmente instável e discute a forma como ele acredita que as tentativas de reformar o capitalismo levariam inexoravelmente a uma economia em que a regulamentação do estado removeria a liberdade do capitalismo e levando à substituição do capitalismo pelo modelo do Estado Servil, que compartilha com a antiga escravidão o fato de que o direito positivo (em oposição ao hábito ou necessidade econômica por si mesmos) determinaria que certas pessoas trabalharão para outras, que também deveriam cuidar delas.
No nono capítulo do livro, intitulado "O Estado Servil Começou", Belloc explora as várias formas como o estado servil começou a rastejar de volta para a vida moderna. Entre estes, ele inclui as leis de salário mínimo, as leis de responsabilidade civil dos empregadores, as leis de seguridade social e a arbitragem obrigatória.
Belloc usou seu Catolicismo e sua experiência de vida ao lado de pequenos agricultores de Sussex Weald para defender a tese de ter uma democracia fundamentada na propriedade e pequenos agricultores, que aproximariam as diferentes classes sociais.

## Recepção
George Orwell descreveu o trabalho como escrito em um estilo cansativo e defendeu que a solução sugerida era "impossível". No entanto, ele considerou que a obra previu os acontecimentos da década de 1930 com notável perspicácia. O livro A Mente Servil, de Kenneth Minogue, foi inspirado nesta obra de Belloc. Minogue descreve o livro de Belloc como datado, porém ainda oferece insights valiosos para o desenvolvimento de subserviência e dependência da generosidade do governo, o que Minogue tendeu a considerar desfavorável. O economista Friedrich von Hayek, da escola econômica austríaca, elogia as previsões de Belloc em seu livro O Caminho da Servidão e citando no capítulo 7 "Controle Econômico e Totalitarismo", uma frase do Estado Servil: "o controle da produção de riqueza é o controle da própria vida humana."